# Міннесота
Міннесо́та (англ. Minnesota; скорочення MN; мовою дакота — «затінена небом вода»; МФА: [ˌmɪnəˈsoʊ̯tə] Минасо́вта) — штат на півночі Середнього Заходу США. Міннесоту виділено як штат зі східної половини території Міннесота і визнано 32-м штатом США 11 травня 1858 року; неформальна назва — «земля 10 тисяч озер», оскільки води штату разом із лісами, парками й неосвоєними територіями пропонують відмінні рекреаційні можливості.
За територією (218700 кв. км) Міннесота — 12-й штат країни, а за населенням (4,9 млн) посідає 21 місце. Приблизно 60 % його мешканців живуть у межах агломерації Міннеаполіс-Сент-Пол, яку також називають «Міста-близнюки». Це транспортний, бізнесовий, промисловий, освітній, політичний та мистецький центр штату. Решта штату — західні прерії, які інтенсивно використовуються для сільського господарства; листяні ліси на південному сході, що нині активно освоюються; також менш населені Північні Ліси, які використовуються для гірництва, лісівництва та рекреації.
Міннесота, відома своїм соціальним та політичним різноманіттям, значною громадською активністю та високою явкою виборців, вважається одним із найздоровіших та найосвіченіших штатів Америки. Більша частина населення — скандинавського та німецького походження: сам штат відомий як центр скандинаво-американської культури. Етнічна різноманітність збільшилася головно в останні десятиліття: істотний приплив азійських, африканських та латиноамериканських іммігрантів змінив етнічний склад населення, яке раніше складалося з нащадків європейських іммігрантів та автохтонних індіанців.

## Етимологія
Словом мнісота корінний народ Північної Америки дакота називав річку Міннесота, що означає «небесно-блакитна вода» (дак. Mní Sóta) або «вода кольору хмар» (дак. Mníssota). Дакота пояснювали це слово першим європейським поселенцям виливаючи молоко у річку і називаючи це мнісота. Дуже багато географічних назв штату має подібну назву: Міннехаха Фалс («водоспад»), Міннеіска («біла вода»), Міннетонка («велика вода»), Міннетріста («крива вода») та Міннеаполіс — комбінація слів мні та грецького слова поліс що означає «місто».

## Географія

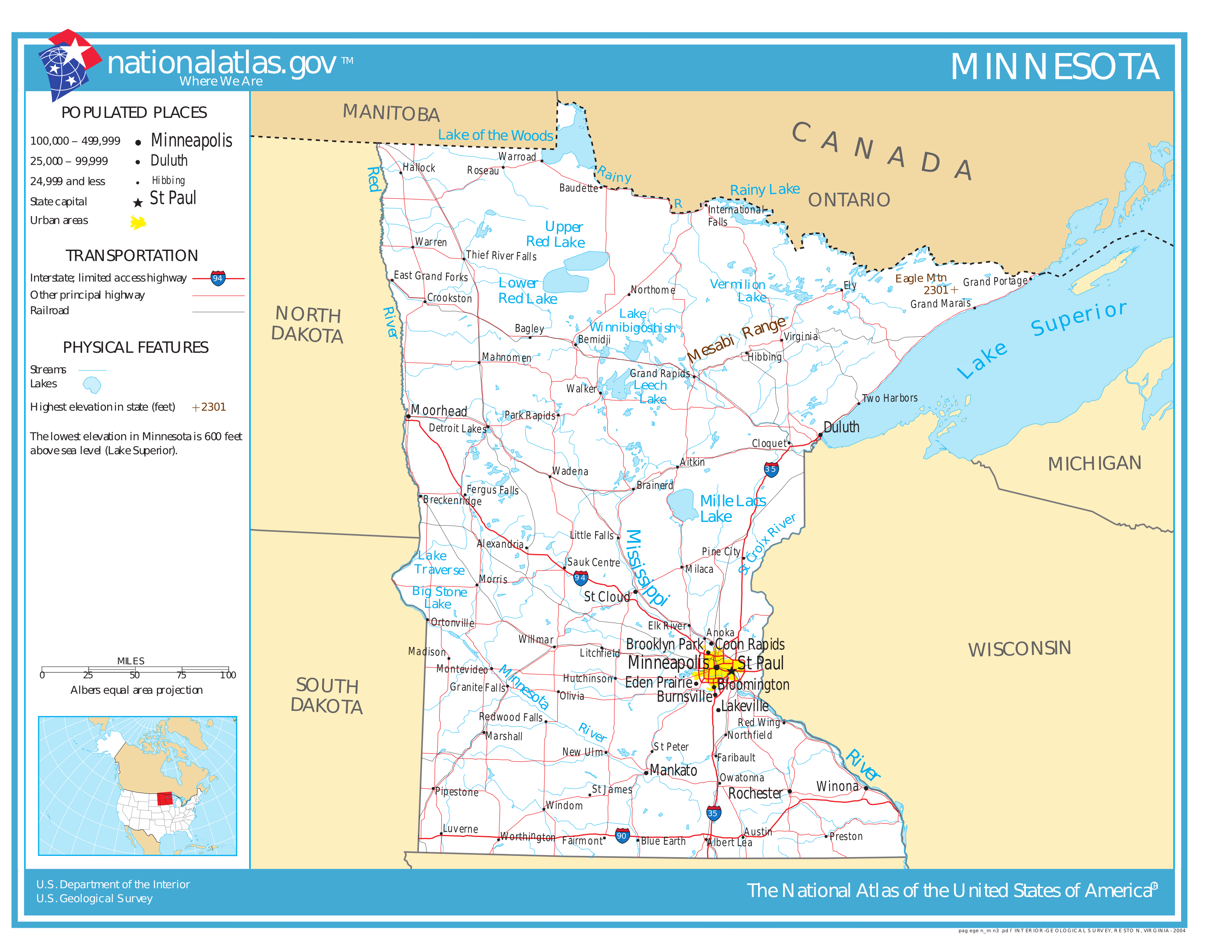
Мапа Міннесоти, на якій позначено головні магістралі та водойми

Міннесота — це найпівнічніший штат материкової Америки, якщо не враховувати Аляски; Ізольований Північно-західний кут на Лісовому озері — єдина частина 48 континентальних Сполучених Штатів, розташована північніше 49-ї паралелі. Штат входить до складу регіону США Верхній Середній Захід та північноамериканського регіону Великих Озер. Кордони Міннесоти зі штатом Мічиган проходять по озеру Верхньому, також штат межує з Вісконсином на сході, Айовою на півдні, Північною та Південною Дакотою на заході і канадськими провінціями Манітоба та Онтаріо на півночі. Територія Міннесоти — 86 943 км² або ж 2,25 % території США, що робить Міннесоту 12 штатом за площею.

### Геологія і рельєф

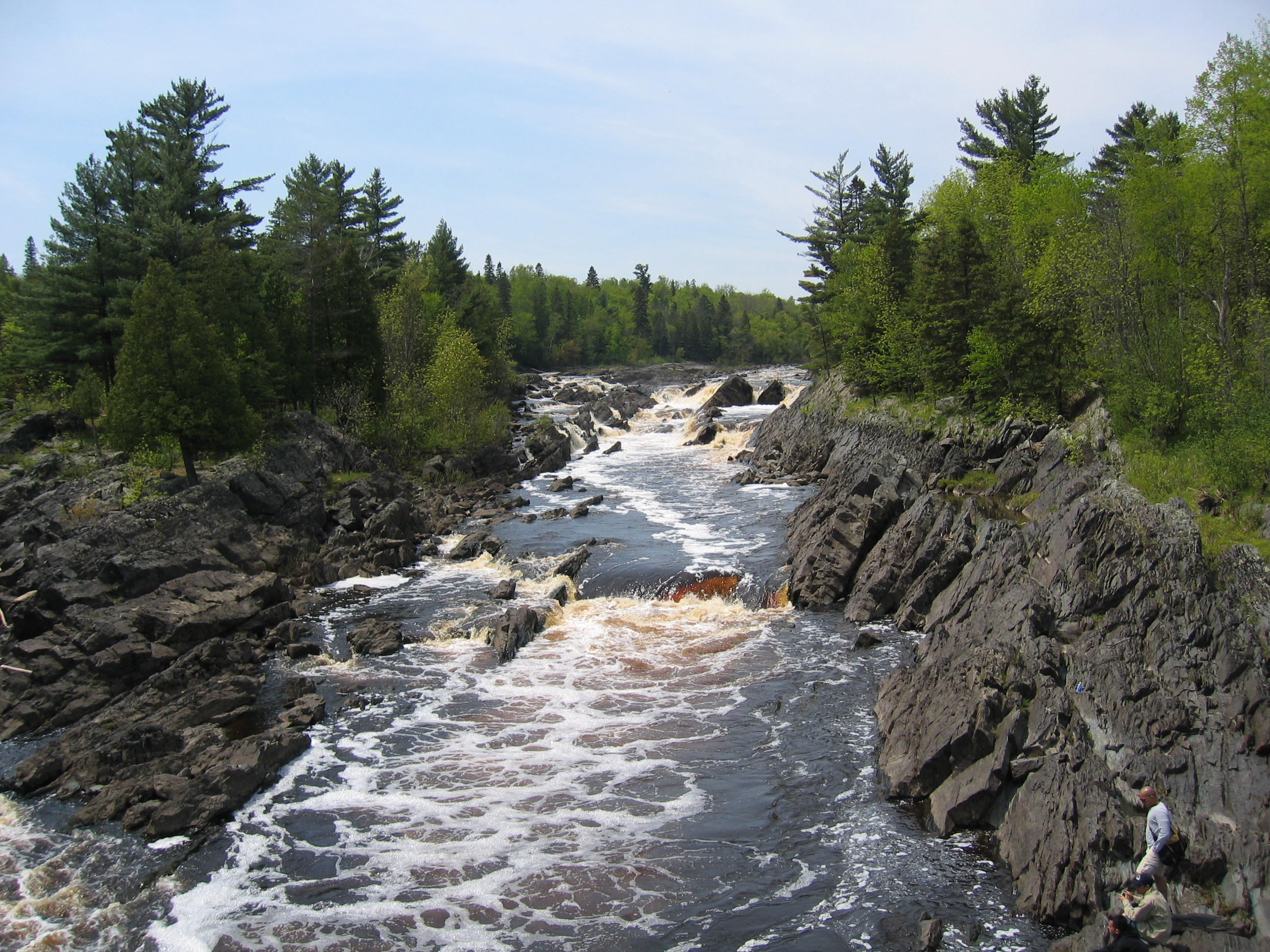
Відслонення середнього докембрію формація Томпсона — у штатному парку Джей Кук

Міннесота містить одну з найдавніших на планеті породу, гнейси віком 3,6 мільярда років — 80 % віку Землі. Близько 2,7 мільярда років тому базальтова лава виливалася з тріщин на дні первісного океану; рештки цієї вулканічної породи сформували Канадський щит, який займає північно-східну частину Міннесоти. Корені цих вулканічних гір та активність передкембрійських морів сформували Залізний Хребет на півночі Міннесоти. Після завершення періоду вулканізму 1,1 мільярда років тому геологічна активність Міннесоти значно ослабла: у штаті не спостерігається вулканізму чи гороутворення, але після періодичних вторгнень моря залишилося кілька шарів осадових порід.
Під час останнього льодовикового періоду територію штату покривали льодовики товщиною щонайменше 1 кілометр, останній Вісконсинський льодовик зійшов 12 тисяч років тому. Ці льодовики покривали усю територію Міннесоти, окрім крайнього південного сходу, для якого характерні круті пагорби, порізані стрімкими потоками. Ці території відомі як зона без льодовикового наносу. На решті території 15-метровий шар валунної глини залишився після сходження льодовика. На північному сході 13 тисяч років тому сформувалося гігантське льодовикове озеро Агассис, після сходження якого утворилася родюча долина Червоної річки. Води льодовикового озера витікали через річку Воррен, русло якої відтак зайняла річка Міннесота. Міннесота нині геологічно стабільна, землетруси тут спостерігаються рідко і більшість з них незначні.

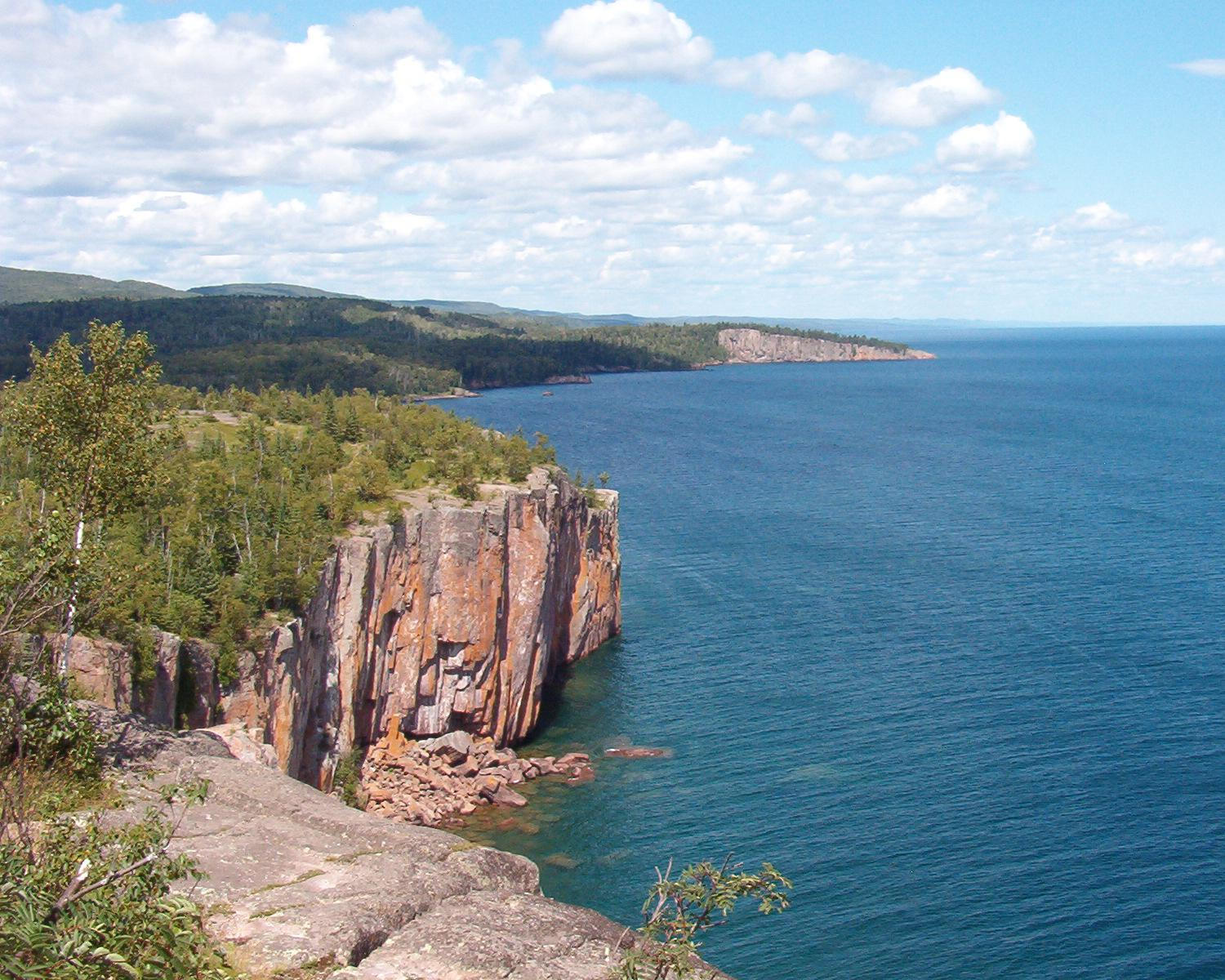
Пелійсейд Хед на березі озера Верхнього утворена з докембрійського ріолітового потоку лави.

Найвища точка штату — гора Іґл (Орлина гора) висотою 701 м над рівнем моря — розташована всього за 21 км від найнижчої точки 103 м над рівнем моря на березі озера Верхнього Незважаючи на такий перепад висот, більшість території штату — це похила рівнина і пенеплен.

### Гідрографія
Два головні вододіли перетинають північно-східну частину Міннесоти поблизу поселення Гіббінг, формуючи потрійний вододіл. Опади живлять річку Міссісіпі, а відтак територію вниз за течією аж до Мексиканської затоки. Води Міннесоти витікають також через водний шлях Святого Лаврентія на схід до Атлантичного океану і через річки басейну Гудзонової затоки до Північно-Льодовитого океану.
Прізвисько штату Земля 10 тисяч озер аж ніяк не є перебільшенням; на території штату 11 842 озера площею щонайменше 0,040 км². Міннесотська частина озера Верхнього, площа якої становить 3 896 км², а максимальна глибина — 390 м — найбільша і найглибша водойма у штаті. Територією Міннесоти протікає 6 564 природних річок і струмків загальною довжиною 111 000 кілометрів. Річка Міссісіпі, витікаючи з озера Ітаска, перетинає кордон з Айовою на 1 090-му кілометрі від місця витоку. В річку впадають численні притоки, як-от Міннесота у Форт-Снеллінгу, Сент-Кру поблизу Гастінга, Чіппева у містечку Вабаша й інші, менші річки та струмки. Північний Ред (Червона річка), протікаючи по колишньому дну льодовикого озера Агассиса, збирає води з північно-західної частини штату і тече у північному керунку до Гудзонової затоки в арктичній Канаді. У межах штату близько 42 900 км² території — це заболочені ділянки — найбільші серед усіх штатів після Аляски.

### Флора та фауна

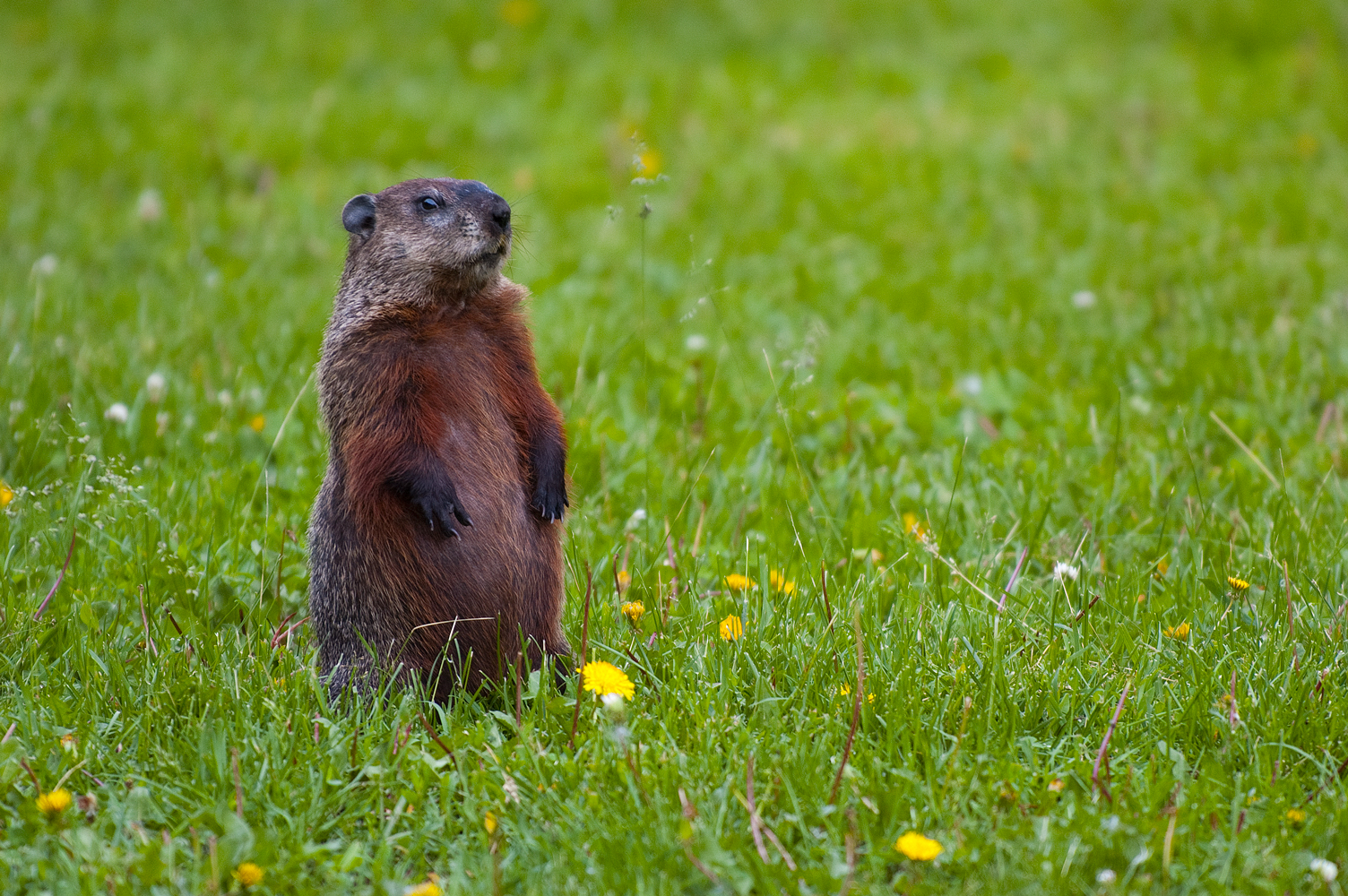
Бабак у парку на берегах річки Міссісіпі у Міннеаполісі

Міннесота поділяється на 4 екологічні провінції: прерії Паркленду у південно-західній і західній частинах штату, Східні широколисті ліси (Великі Ліси) на південному сході, простягаючись вузькою смугою до північно-західної частини штату, де вони плавно переходять у Толлґрасс-Аспен-Паркленд та північні Лаврентійські мішані ліси — перехідні між тайгою та широколистими лісами півдня. Ці північні ліси — місце зростання сосни та ялинки з незначними вкрапленнями берези й тополі.
Більшість північних лісів Міннесоти були розкрижені, лише невеликі масиви пралісів залишилися у національному заповіднику Чіппева та лісах озера Верхнього, де у заповіднику «Прикордонні води» залишилося 161 874 гектарів території з неторканими лісами. Проте розкриження триває, відновлюється лише третина лісів штату. Практично всі прерії та дубові савани були знищені через розорювання, випасання худоби, лісозаготівлю та урбанізацію.
У той час як втрата середовища існування вплинула на популяцію таких тварин, як куниця, лось, лісовий карібу та бізон, інші тварини, як-от білохвостий олень та руда рись розмножилися. У штаті найбільша в країні, не враховуючи Аляски, популяція сірого вовка, а також значна американського чорного ведмедя та лося звичайного. Через розташовану на Міссісіпському міграційному шляху Міннесоту пролітає багато водоплавних птахів, зокрема гусей та качок, а також диких птахів: рябчиків, фазанів та індиків. Міннесота — дім для багатьох хижих птахів, зокрема білоголового орлана з більшою ніж у 48 інших штатах популяцією (на 2007 рік), червонохвостого яструба та білої сови. Озера Міннесоти населяють риби жовтий судак, бас, щука-маскінонг та щука звичайна, річки та струмки на південному сході сповнені палією, струмковим та райдужним пстругом.

### Клімат
Для Міннесоти з її континентальним кліматом характерні великі перепади температур з холодною зимою та теплим літом. Різниця між абсолютними максимумом і мінімумом становить 96C° — від −51 °C, зафіксованого у містечку Тауері 2 лютого 1996 року, до 46 °C у Мурхеді 6 липня 1936 року. У Міннесоті можна спостерігати такі погодні явища, як дощ, сніг, хуртовини, грози, град, торнадо, дерехо та сильні пориви вітру. Вегетаційний період протягом року триває від 90 днів у Залізних горах до 160 днів на південному сході Міннесоти поблизу річки Міссісіпі. Середня температура повітря залежно від регіону коливається від 2 °C до 9 °C. Середня точка роси влітку становить від 14.4 °C на півдні до 8.9 °C на півночі Залежно від місцевості, середня кількість опадів становить від 48,3 см до 88,9 см, а посухи трапляються кожні 10-50 років.

### Заповідні території

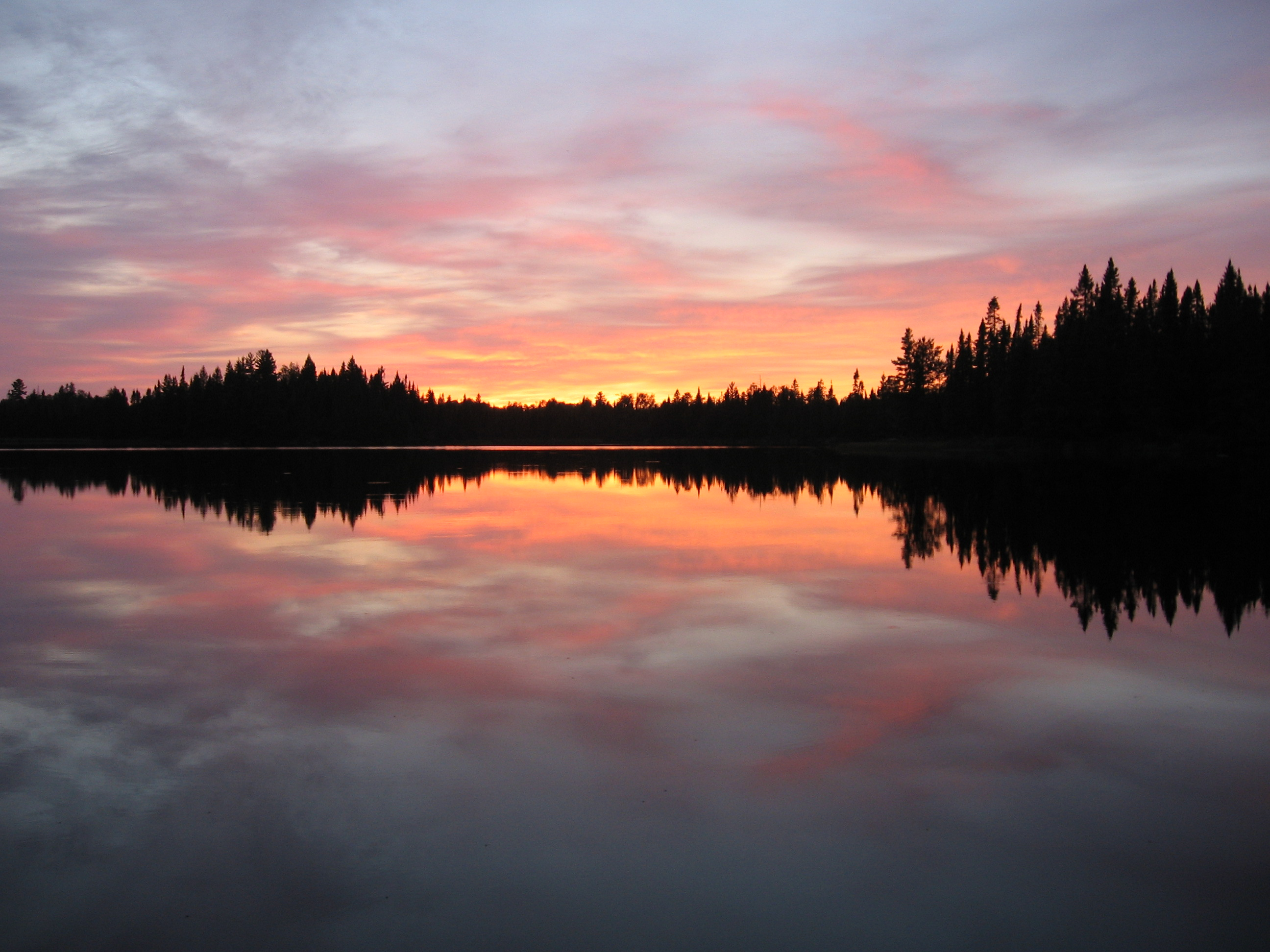
Озеро Поуз у заповіднику Прикордонні води (Boundary Waters)

Перший заповідник у Міннесоті — штатний парк Ітаска — був заснований у 1891 році заради збереження унікальної території навколо витоків річки Міссісіпі. Нині у Міннесоті є 72 штатних парки та рекреаційних зон, 58 штатних лісів, які разом покривають близько 16,000 км², а також численні заповідні зони та заказники штату, які перебувають у віданні Департаменту природних ресурсів Міннесоти. Серед найбільших заповідних територій розташований у лісах Чіппева та озера Верхнього Національний парк Чіппева площею 22 000 км² та заповідник Прикордонні води англ. Boundary Waters, котрий займає територію 4,000 км². На захід від нього розташований Національний парк Вояджерс. Окрім того, у штаті є національна рекреаційна територія річки Міссісіпі, що утворює 116-кілометровий природний коридор вздовж річки через агломерацію Міннеаполіс-Сент-Пол, сполучаючи різноманітні історичні, культурні та природні пам'ятки.

## Історія

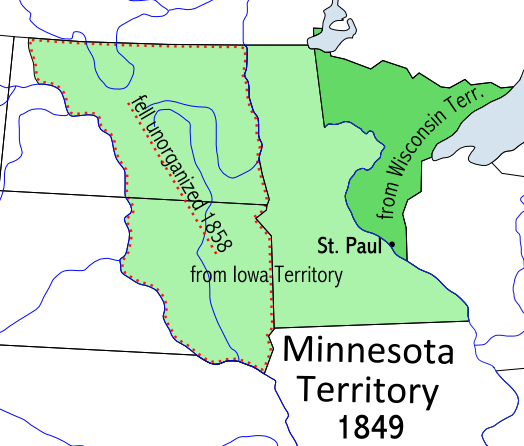
Мапа Території Міннесота 1849—1858

Перед приходом на територію сучасної Міннесоти перших європейських колоністів місцевість населяли племена анішінаабе, дакота та інші американські індіанці. Деякі історики вважають, що європейці відвідували Міннесоту близько 1300 року, і що тут було поселення вікінгів-емігрантів. У новому часі першими європейськими поселенцями були французькі торговці хутром, котрі прибули сюди у 17 столітті. Згодом, у цьому ж столітті, на ці землі переселилися племена оджибва, що призвело до напруження між ними та племенами сіу. Сіу воювали з ними протягом 200 років за свою землю і навіть вважали спочатку, що білі не такі небезпечні, як оджибва. У 1679 році француз Даніель Ґрейсолон пройшов з експедицією по цих землях, побудував форт на березі озера Верхнього й оголосив, що територія належить Франції. Французький вплив пішов на спад після 1763 року, коли частина Міннесоти була передана Великій Британії. Окрім Ґрейсолона, штат досліджували та картографували мандрівники отець Луї Геннепін, Джонатан Карвер, Генрі Скулкрафт, Джозеф Ніколлет та інші.
Частина штату на схід від річки Міссісіпі стала володіннями США ще до кінця Війни за незалежність, згідно з Другим Паризьким договором 1783 року. Землі на захід від Міссісіпі було придбано у часи Купівлі Луїзіани, проте частина долини Червоної річки залишалася спірною аж до укладення договору 1818 року. В 1805 році, щоб затвердити авторитет федерального уряду, відрядили маленьку Американську військову експедицію під командуванням Зебулона Пайка. За 60 галонів віскі й товар на кілька сотень доларів Сіу продали військовий табір на злитті Міннесоти та Міссісіпі. Хоча канадські й англійські мисливці чинили опір поширенню впливу США, вони змушені були покинути цей район. Після 1815 року полювання в Міннесоті дозволялося тільки громадянам США. У 1819–1825 роках було споруджено Форт-Снеллінг. Вояки цієї фортеці збудували водяний млин та лісопильню на водоспаді Сент-Ентоні — першу промисловість, що працювала на воді. Навколо неї згодом виросло місто Міннеаполіс. Тим часом скотарі та урядовці поселилися поблизу фортеці. Військові у 1839 році змусили поселенців переміститися вниз по течії річки, де відтак було засновано місто Сент-Пол. 3 березня 1849 року було утворено Територію Міннесота. Люди продовжували селитися, аби займатися на нових землях фермерством та обробкою деревини, і Міннесота стала 32-им штатом Америки 11 травня 1858 року.

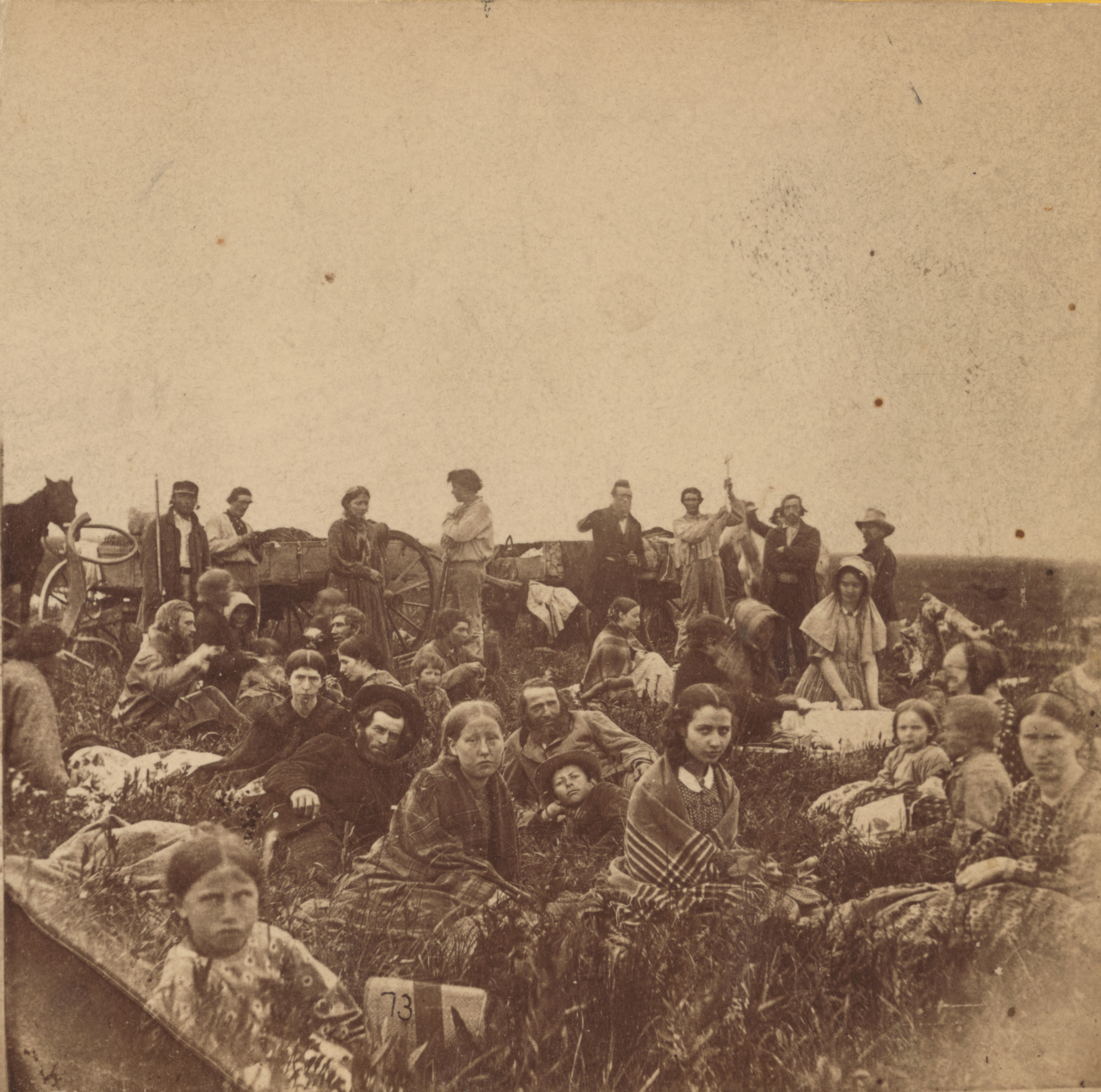
Поселенці втікають від війни в Дакоті 1862 року

Договори між європейськими колоністами та племенами дакота й оджибве змушували останніх переселятися зі своїх земель у менші резервації. Позаяк умови для дакотів погіршувалися, напруження зростало, що відтак призвело до Війни в Дакоті 1862 року Результатом 6-тижневої війни стало винищення 38 племен дакота — найбільших масових жертв в історії США — і вигнання решти племен до резервації Кру-Крік в Території Дакота. Тим часом жертви з боку білих поселенців становили понад 800 людей.
Лісозаготівельна та аграрна галузі були основою ранньої економіки Міннесоти. Зокрема найбільшими підприємствами були млин на водоспаді Сент-Ентоні та центри обробки деревини у містечках Марін-он-Сент-Крой, Стіллвотер і Вінона, що заготовляли велику кількість деревини. Ці містечка були розташовані на річках, що значно полегшувало транспортування товарів. Згодом потужність водоспаду Сент-Ентоні була використана для млинів, які мололи борошно. Інновації, введені мельниками Міннеаполіса, застосовувалися при виробництві особливого, «патентованого» міннесотського борошна, що робило його вдвічі дорожчим за звичайне. До 1900 року міннесотські млини, найбільші з яких компанії Піллзбері, Норсвестерн і Вошберн-Крозбі (попередник General Mills) обробляли 14,1 % зерна США.

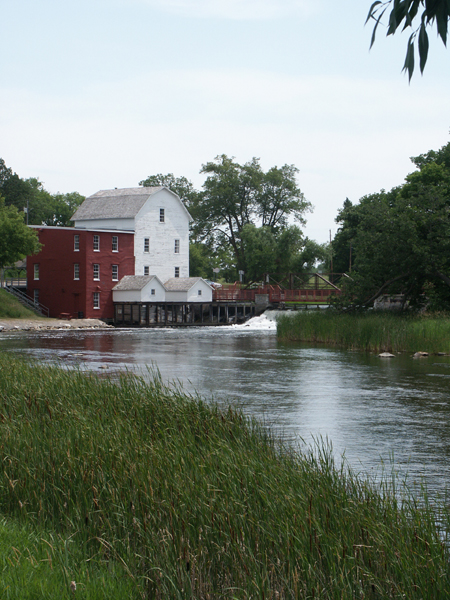
Млин Фелпс у районі Оттер-Тейла

З відкриттям покладів залізної руди у Верміліон-Рендж та Месабі-Рендж у 1880-х роках, а також у Куюна-Рендж на початку 20 століття, у Міннесоті почала розвиватися залізовидобувна промисловість. Руду транспортували залізницею до Дулута та Ту-Гарборс, а відтак завантажували на кораблі, які перевозили її через Великі Озера на схід.
Після Другої світової війни промисловий розвиток прискорився. Із запровадженням нових технологій, автоматизацією відгодівлі свиней та великої рогатої худоби, встановленням доїльних апаратів на молочно-товарних фермах, вирощуванням курей у великих приміщеннях, зросла сільськогосподарська продуктивність штату. Рослинництво стало більш спеціалізованим з гібридизацією кукурудзи та пшениці, а використання спеціальної сільськогосподарської техніки — тракторів та комбайнів — стало звичним. Професор Міннесотського університету Норман Борлоуг доклався до цього розвитку як до частини так званої Зеленої революції. Розвиток міст прискорився завдяки післявоєнному зростанню попиту на житло і вдосконаленням транспортної інфраструктури. Підвищена мобільність своєю чергою дозволила більшу спеціалізацію робочих місць.
Після Другої світової війни Міннесота стала осередком розвитку технологій. Зокрема у 1946 році було засновано Асоціацію інженерних досліджень, яка розробляла комп'ютери для морського флоту Сполучених Штатів. Згодом вона злилася з корпорацією Сперрі у компанію Ремінгтон-Ренд (Remington Rand). Вільям Норріс залишив корпорацію Сперрі у 1957 році та заснував фірму з виробництва суперкомп'ютерів Control Data Corporation (CDC). Один зі співробітників CDC Сеймур Крей згодом заснував власну компанію Cray Research. 1949 року в Містах-близнюках було засновано потужне підприємство з виробництва медичного обладнання Medtronic.

## Адміністративно-територіальний устрій

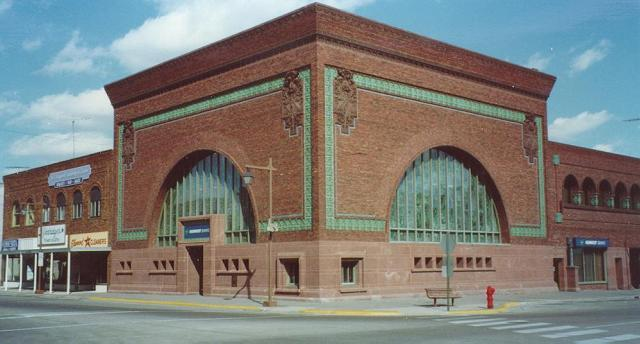
Національний фермерський банк Луїса Саллівана у містечку Оваттона

Місто Сент-Пол, розташоване у північно-центральній Міннесоті на берегах річки Міссісіпі, є столицею штату з 1849 року, спершу як адміністративний центр Території Міннесота, а відтак як столиця окремого штату Міннесота.
Сент-Пол межує з найбільшим містом Міннесоти — Міннеаполісом. Ці два міста та їх передмістя загальновідомі як міста-близнюки. Агломерація Міннеаполіс — Сент-Пол — 15-та найбільша у Сполучених Штатах. В її межах мешкає близько 60 % населення штату. Решта штату відома як «Велика Міннесота» або «Зовнішня Міннесота».
Штат має 17 міст з населенням понад 50,000 (за даними перепису 2010 року). За розміром у порядку спадання це — Міннеаполіс, Сент-Пол, Рочестер, Дулут, Блумінгтон, Бруклін-Парк, Плімут, Сент-Клауд, Іґан, Вудбері, Мейпл-Гроув, Кун-Рапід, Іден-Прері, Міннетонка, Бернсвілл, Епл-Веллі, Блейн і Лейквілл. З перелічених вище лише Рочестер, Дулут та Сент-Клауд розташовані за межами агломерації Міст-близнюків.
Населення Міннесоти продовжує зростати, головно у міських центрах. Населення міських округів Шербурн та Скотт за період між 1980 і 2000 роками збільшилося удвічі, тим часом як у 40 з 87 округів штату протягом цих же десятиліть спостерігалося зниження населення.

## Населення

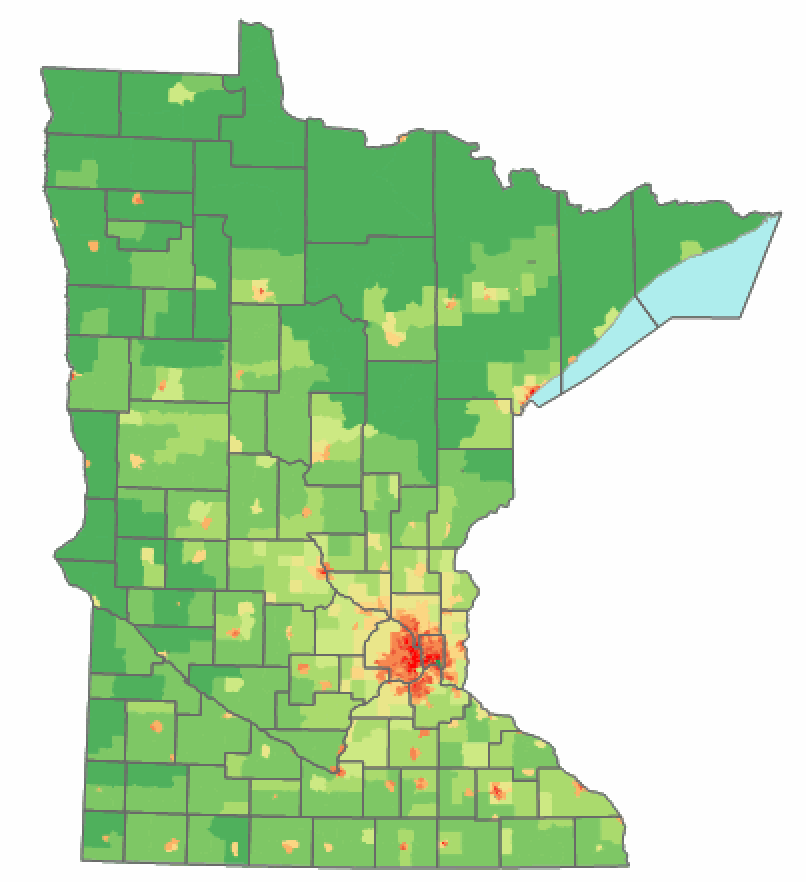
Густота населення у різних округах Міннесоти

Від менше, ніж 6 100 мешканців у 1850 році населення Міннесоти зросло до 1,7 мільйона осіб у 1900 році. У кожному наступному з 6 десятиліть кількість жителів зростала на 15 %, досягнувши до 1960 року 3,4 мільйони. Відтак зріст почав спадати до 11 % з кількістю жителів у 1970 році 3,8 мільйони осіб і в середньому 9 % протягом наступних трьох десятиліть з населенням 4,9 мільйони осіб згідно з переписом 2000 року. За даними бюро перепису населення США 1 липня 2011 року населення штату становило 5 344 861 осіб, таким чином приріст населення від 2010 року становив 0,77 %. Темпи зростання населення змінилися разом з віковою та статевою структурою, що в цілому відповідає ситуації в країні. Центр населення Міннесоти розташований в окрузі Геннепін у містечку Роджерс..

### Етнічний склад
Основні етнічні групи Міннесоти згідно з опитуваннями 2010 року були такими:
- 37.9 % Німецького походження
- 32.1 % походили зі скандинавських країн; (16.8 % Норвезького, 9.5 % шведського, фінського, данського, ісландського, фарерського і карельського походження)
- 11.7 % ірландського походження
- 6.3 % англійського походження
- 5.1 % польського походження
- 4.2 % французького походження
- 3.7 % чеського походження

Менше ніж 3 % становлять власне американці, американці італійського та нідерландського походження, від 2 до 3 %; походять з Субсахарської Африки, Шотландії, Французької Канади, Мексики та шотландсько-ірландського походження, від 1 до 1,9 %; і менш як 1 % мешканців мають російське, уельське, боснійське, хорватське, сербське, швейцарське, арабське, угорське, українське, грецьке, словацьке, литовське, португальське та індійське походження.

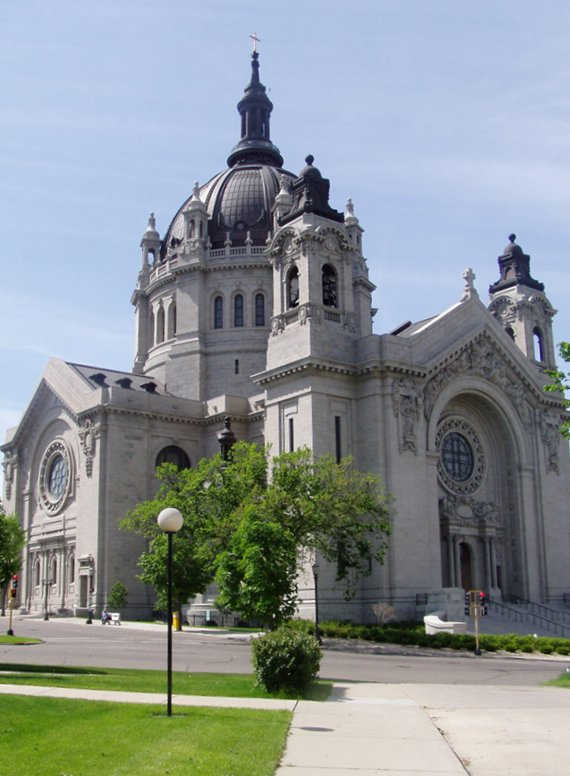
Церква Святого Павла у місті Сент-Пол, виконана у стилі французького неоренесансу

Расовий склад населення штату згідно з переписом 2010 року був таким:
- Білі: 85.3 % (Білі неіспанського походження: 83.1 %)
- Афроамериканці: 5.2 %
- Американські індіанці та вихідці з Аляски: 1.1 %
- Азійці: 4.0 %
- Вихідці з Океанії: 0.0 %
- Інші раси: 2.4 %
- Мішані раси: 1.8 %
- Латиноамериканці (або інша раса): 4.7 %

За даними бюро статистики у 1970 році 98,2 % населення Міннесоти були білими. У 2011 році 72,3 % новонароджених були білими (неіспанського походження) Попри певний ріст етнічних меншин, їхній відсоток залишається відносно низьким у порівнянні з середнім показником в цілому у США.
Мовний склад населення (2010)  [Архівовано 1 грудня 2007 у Wayback Machine.]
| Мови           | Частка людей старше 5 років, % |
| -------------- | ------------------------------ |
| Англійська     | 89,74                          |
| Іспанська      | 3,74                           |
| Хмонгська      | 1,09                           |
| Кушитські мови | 0,66                           |
| Німецька       | 0,52                           |
| В'єтнамська    | 0,41                           |
| Французька     | 0,31                           |
| Російська      | 0,30                           |
| Китайська      | 0,26                           |
| Лаоська        | 0,23                           |
| інші           | 2,74                           |

### Релігія
Більшість міннесотців протестанти, зокрема у штаті помітна лютеранська громада, до якої входять більшість вихідців з Північної Європи, проте найбільшою християнською конфесією є римо-католицька церква, віряни якої головно німецькі, ірландські та слов'янські нащадки. Згідно з даними Дослідницького центру П'ю у 2010 році 32.0 % мешканців штату відносили себе до традиційного протестантизму, 21.0 % — церкви євангелістів, 28.0 % — римо-католицької церкви, і по 1.0 % вірянами юдаїзму, ісламу, буддизму, афроамериканських протестантських церков та інших релігій, тимчасом як 13.0 % вважали себе позаконфесійними. Ці дані в цілому узгоджують з результатами Американського дослідження релігійної ідентифікації 2001 року, що також дає детальну інформацію про відсотки приналежності до певних конфесій. Хоч християнство і домінує у штаті, Міннесота має довгу історію нехристиянських вірувань, зокрема перша синагога євреїв ашкеназі заснована в Сент-Полі ще у 1856 році.

## Економіка
Економіка Міннесоти трансформувалася з такої, що орієнтувалася на виготовлення сировини, на економіку, зорієнтовану на виробництво готових товарів і послуг. Очевидно, найхарактернішою рисою економіки штату є її різноманітність; відносний відсоток секторів економіки приблизно відповідає середньому показнику у Сполучених Штатах в цілому. Валовий внутрішній продукт штату у 2008 році становив $262 мільярдів. У 2008 році 33 з 1000 найбільш прибуткових публічних торгових компаній США мали свої штаб-квартири у Міннесоті, включаючи Target, UnitedHealth Group, 3M, Medtronic, General Mills, U.S. Bancorp, Ameriprise, Hormel, Land O' Lakes, SuperValu, Best Buy та Valspar. Серед приватних компаній, які базуються у Міннесоті, Cargill — найбільша приватна компанія Сполучених Штатів, та Carlson Companies — партнер Radisson Hotels.
Дохід на душу населення Міннесоти у 2008 році становив $42 772. За цим показником штат посідає 10 місце в країні. Середній трирічний дохід домогосподарства з 2002 по 2004 рік становив $55,914 — 5-ий у США показник і 1 серед 36 штатів, які не розташовані на атлантичному узбережжі.
У червні 2011 року рівень безробіття становив 6.7 %.

### Промисловість і торгівля

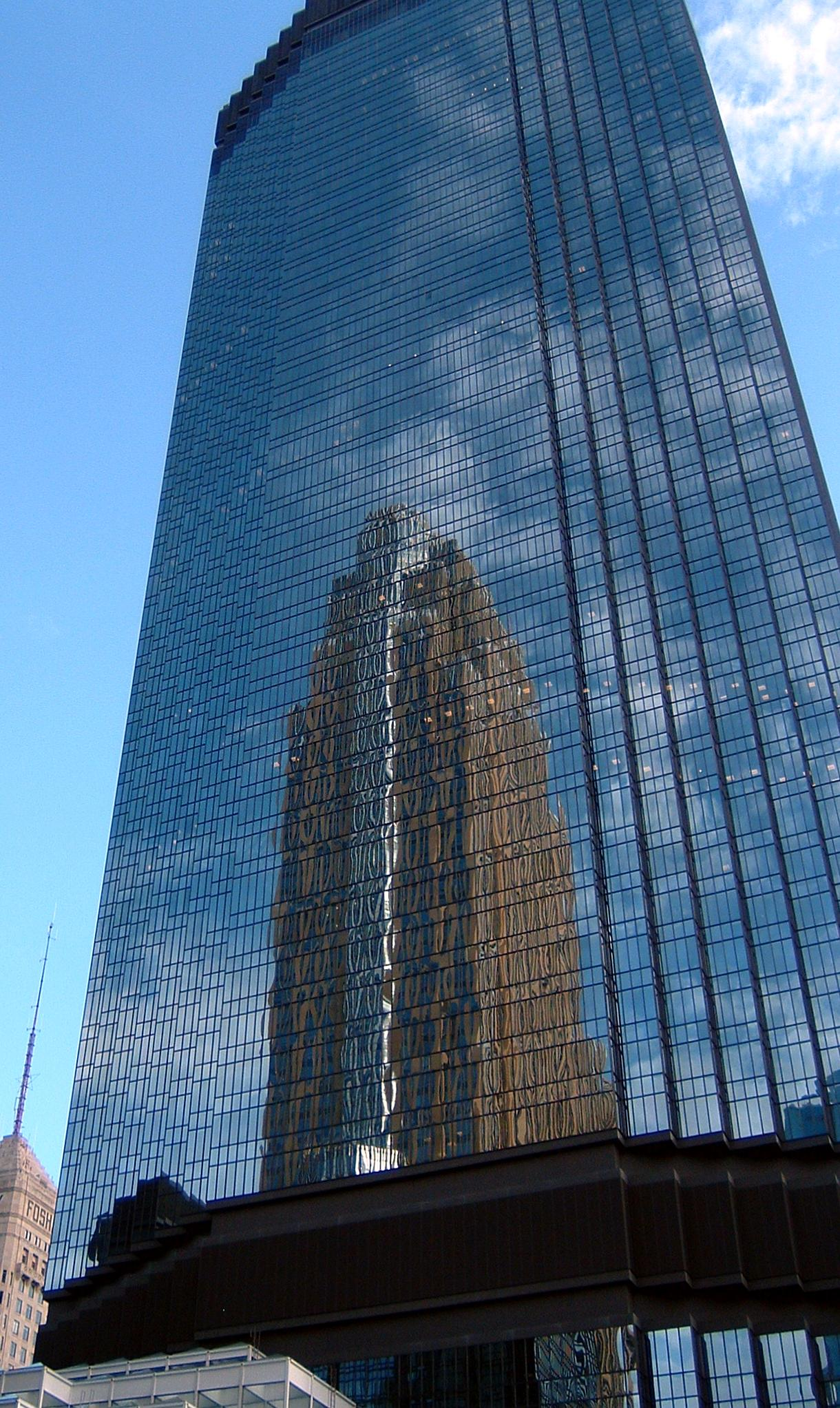
Найвища споруда штату IDS Tower архітектора Філіпа Джонсона віддзеркалює хмарочос Wells Fargo Center Сезара Пеллі, виконаний у стилі арт-деко

Найперше в Міннесоті розвивалися хутровий промисел та сільське господарство; місто Міннеаполіс виросло навколо водяних млинів водоспаду Сент-Ентоні. Хоч нині менш як 1 % населення штату працюють в аграрному секторі, він залишається головним стовпом економіки Міннесоти, займаючи 6-те місце в країні за вартістю реалізованої продукції Штат є найбільшим виробником цукрового буряка, солодкої кукурудзи та зеленого горошку для переробки та вирощених на фермі індиків в США. У Міннесоті найбільше харчових кооперативів на 1 мешканця в країні. Лісова галузь залишається значущою, зокрема заготівля деревини, обробка балансової деревини, виготовлення паперу та виробництво лісової продукції. Міннесота була відома завдяки своїм шахтам з видобування залізної руди, які постачали значну її частину протягом цілого століття. Хоч нині багата руда вичерпана, триває видобування таконіту, яке підтримується заради збереження індустрії. У 2004 році штат виробив 75 % корисної залізної руди у Сполучених Штатах. Гірничий бум створив порт Дулут, через який і нині транспортуються руда, вугілля та продукти сільського господарства. Виробничий сектор нині окрім старіших харчової галузі та важкої промисловості включає технологічні та біомедичні фірми.
Перший в США закритий торговельний центр Southdale Center був споруджений у містечку Ідайна. Тепер найбільшим супермаркетом штату є Блумінгтонський Mall of America.
Міннесота — це один із 42 штатів, який має свою власну лотерею, ігри якої включають Powerball, Hot Lotto та Gopher 5.

### Виробництво та використання енергії
Штат виробляє біоетанол і є першим авторизованим на його використання, 10 % (E10), і 20 % суміш (E20) у 2013 році. У штаті понад 310 заправок пального E85. 2 % біодизельна суміш використовується у дизельному пальному з 2005 року. У грудні 2006 року штат був 4-им найбільшим виробником вітрової електроенергії у США. Найбільше вітрових електростанцій сконцентровано у вітряному Баффало-Ридж на південному заході Міннесоти.

### Податки
Міннесота використовує прогресивну шкалу оподаткування; три категорії податків мають відповідні коефіцієнти 5.35 %, 7.05 % та 7.85 %. У 2008 році Міннесота займала 12-те місце у США за загальними штатними та регіональними податками на одного мешканця. У 2008 році міннесотці заплатили податків 10,2 % зі своїх прибутків, що вище за середній у Сполучених Штатах — 9,7 %. За відсотком оподаткування Міннесота посідає 12-те місце США. Податок з продажу у Міннесоті становить 6,875 %, проте він не розповсюджується на одяг, приписані за рецептом ліки, деякі послуги, а також харчові продукти для власного споживання. Законодавчий орган Міннесоти може дозволити окремим муніципалітетам вводити місцеві податки на продаж або спеціальні податки, як, наприклад, у Міннеаполісі, де діє додатковий 0,5 % податок з продажу. Акцизний збір стягують з алкоголю, тютюну та моторного пального. Штат також накладає податок на використання товарів, вироблених за межами Міннесоти. Власники нерухомості платять податки на нерухомість до місцевого округу, муніципалітету, шкільного округу та округу зі спеціальним оподаткуванням.

## Культура

### Образотворче й театральне мистецтво

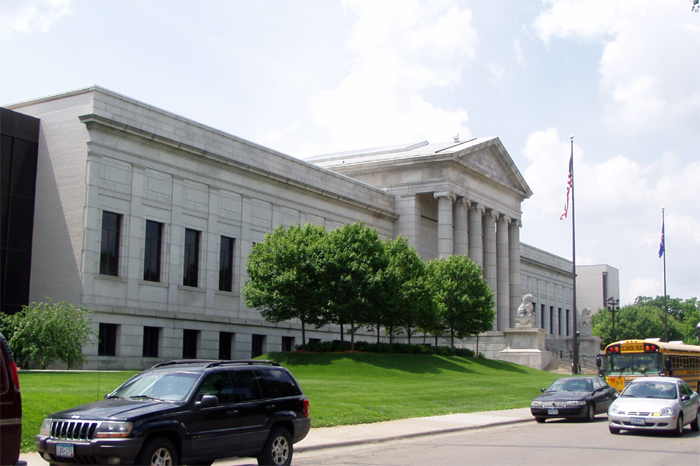
Північний фасад Міннеапольського інститут мистецтв, виконаного у стилі боз-ар архітектурною фірмою «McKim, Mead & White».

Найбільшими музеями образотворчого мистецтва Міннесоти є Міннеапольський інститут мистецтв, Мистецький центр Вокер, Мистецький музей Фредерика Р. Вайсмана та музей російського мистецтва. Усі вони розташовані у Міннеаполісі. Професійні музичні колективи Міннесотський оркестр та Оркестр каплиці святого Павла виконують концерти академічної музики та пропонують освітні програми для жителів Міст-близнюків.

## Охорона здоров'я

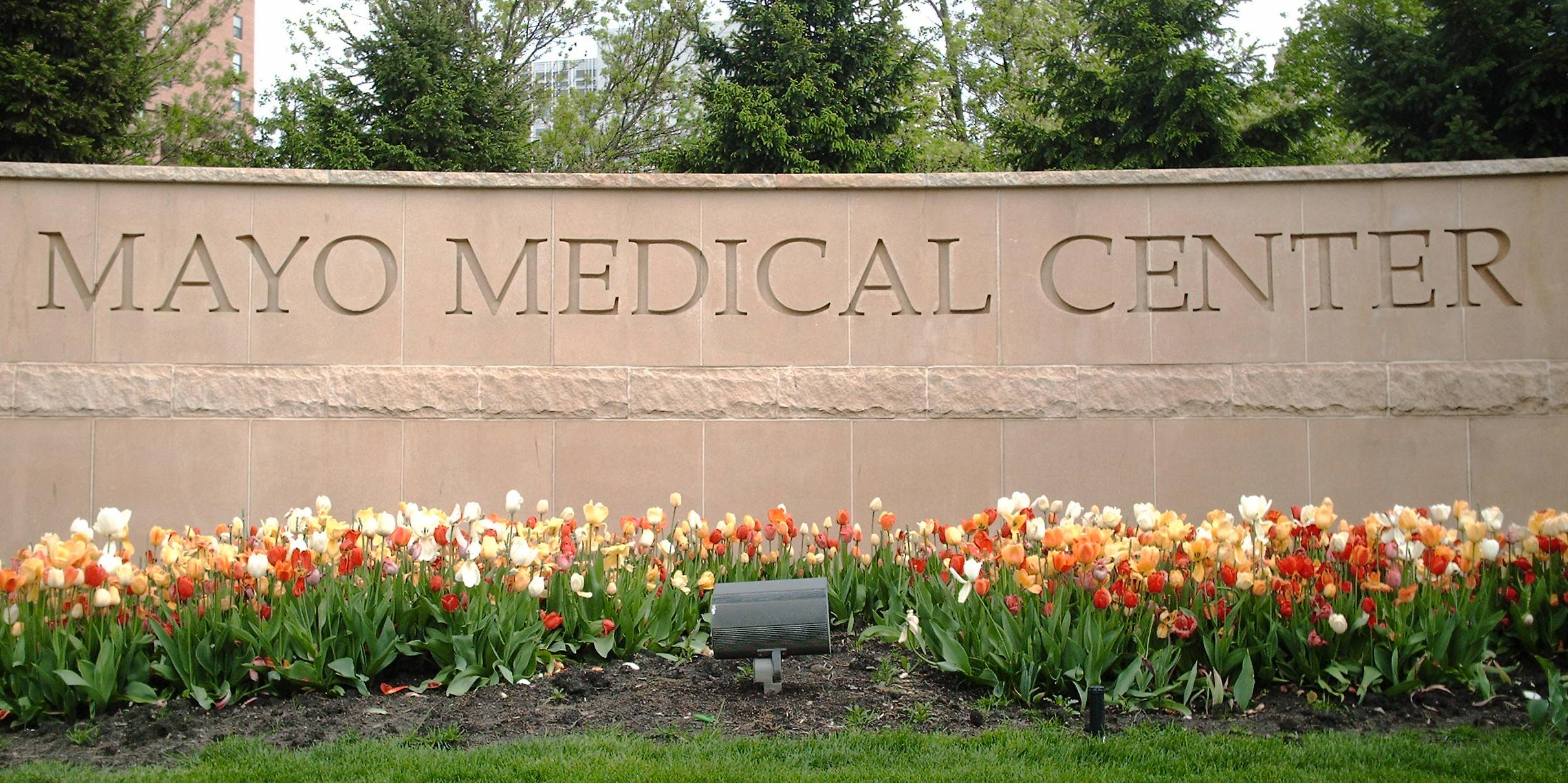
Клініка Майо в Рочестері

Населення Міннесоти бере діяльну участь в активностях на свіжому повітрі; штат посідає перше місце за відсотком мешканців, які регулярно роблять руханку.
У Міннесоті низький показник передчасної смерті, дитячої смертності, серцево-судинних захворювань, і смертей при професійній діяльності, високий показник очікуваної тривалості життя, і високий рівень медичного страхування. Ці та інші показники дозволили двом рейтинговим групам назвам Міннесоту найздоровішим штатом Америки, однак в одній з цих груп Міннесота перейшла з першої на шосту позицію серед усіх штатів між 2005 та 2009 роками у зв'язку з низьким рівнем фінансування державної медицини та поширеності алкоголізму.
1 жовтня 2007 року Міннесота стала 17-им штатом, що заборонив тютюнопаління у барах та ресторанах на території всього штату із прийняттям так званого «Закону про свободу дихання».

## Освіта

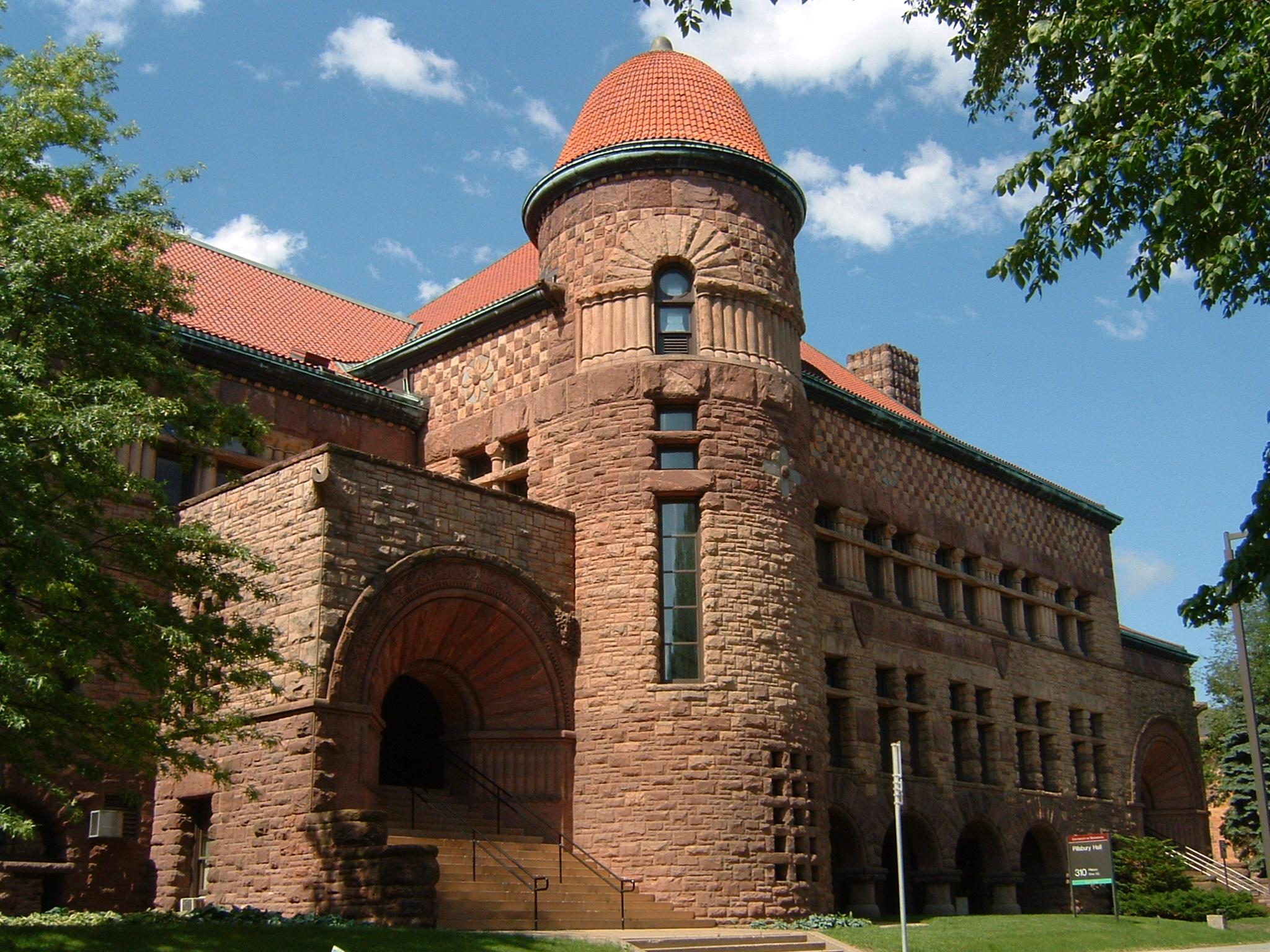
Пілзбері-хол у стилі річардсонійського неороманізму (1889) — один з найстаріших будинків Міннесотського університету Міннеаполіського кампусу.

Одним із перших актів Міннесотського законодавчого органу, коли він відкрився у 1858 році, було створення середньої школи в містечку Вінона. Цей законопроєкт значною мірою сприяв грамотності та високій освіченості населення; штат посів 13-те місце у конкурсі найрозумніших Морґан Квінто 2006—2007 року, і це перший штат за відсотком людей, які здобули щонайменше вищу середню освіту. Однак, в той час як понад 90 % старшокласників здобули дипломи у 2006 році, близько 6 % білих, 28 % афроамериканців та понад 34 % американців іспанського та індіанського походження вигнали зі шкіл. У 2007 році студенти Міннесоти здобули найвищий середній показник в США при здачі іспиту ACT. Міннесота вирішила не впроваджувати шкільні ваучери, однак саме в цьому штаті була заснована перша чартерна школа.
Штат підтримує мережу громадських університетів та коледжів, включаючи 32 інституції Системи коледжів та університетів штату Міннесота, а також 5 головних кампусів Міннесотського університету. У штаті також є понад 20 приватних коледжів та університетів, 6 з них у рейтингу 100 найкращих у США коледжів ліберального мистецтва, згідно з U.S. News & World Report.

## Транспорт

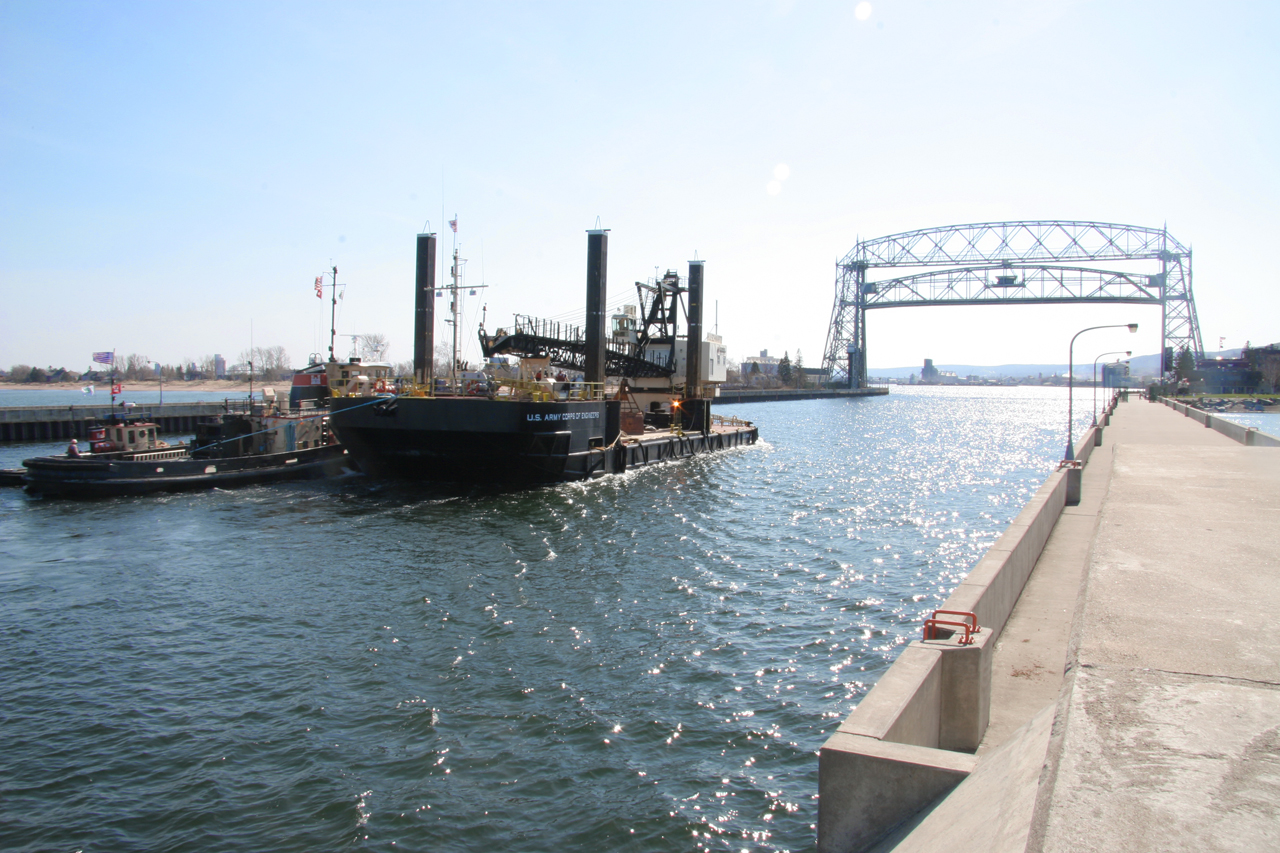
Повітряний підйомний міст у Дулуті

Транспортну систему Міннесоти контролює Департамент транспорту Міннесоти (англ. Minnesota Department of Transportation, часто вживається, зокрема у ЗМІ, абревіатура MnDOT). Основні транспортні магістралі розходяться за радіальним принципом від агломерації Міннеаполіс-Сент-Пол та міста Дулута. Основні автошосе — I-35, I-90, та I-94, при цьому I-35 та I-94 проходять через Міннеаполіс-Сент-Пол, тимчасом як I-90 перетинає зі сходу на захід крайню південну частину штату. З 2006 року згідно зі спеціальною поправкою до конституції введено податок на продаж та використання автотранспорту, щоб забезпечити витрати на транспортну систему, зокрема 40 % коштів іде на фінансування громадського транспорту. У Міннесоті прокладено близько 2 дюжин залізничних магістралей. Як і автошляхи, більшість з них проходять через Міннеаполіс-Сент-Пол або Дулут. Водний транспорт розвинений головно на річці Міссісіпі та її найбільших притоках, а також у порталі озера Верхнього.
Головний аеропорт Міннесоти — Міжнародний аеропорт Міннеаполіс-Сент-Пол — важливий пасажирський і вантажний вузол авіакомпаній Delta Air Lines та Sun Country Airlines. Більшість інших національних перевізників також обслуговуються аеропортом. Великі комерційні джет-послуги надаються у Дулуті та Рочестері, зокрема надання послуг пасажирам, котрі користуються сезонними квитками, для ще шести менших міст через авіаслужби та авіаперевізників Delta Connection, Comair, Mesaba Airlines, SkyWest Airlines, Compass Airlines' та Pinnacle Airlines.

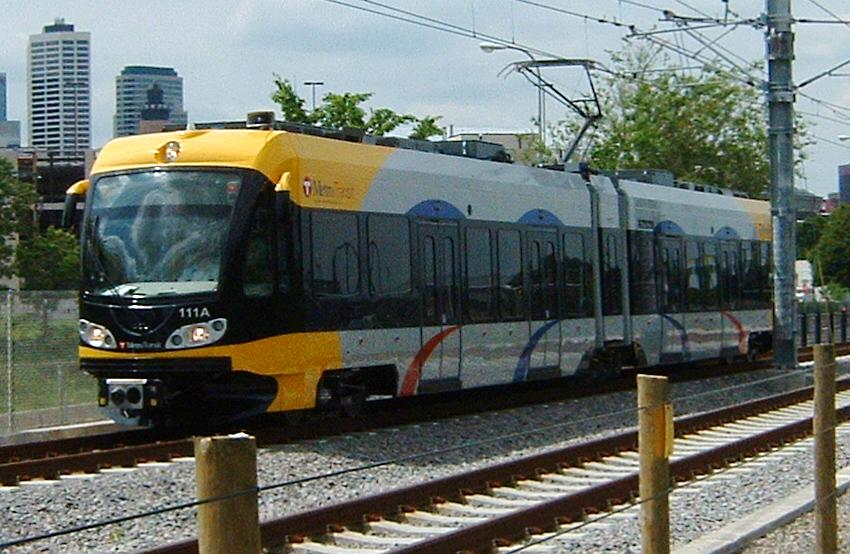
Електричка фірми Hiawatha Line

Через Міннесоту проходить маршрут фірмового поїзда Empire Builder (Чикаго-Сіетл-Портленд) залізничної компанії Amtrak. Він зупиняється на станції Мідвей у Сент-Полі та ще 5 станціях у штаті. Окрім того, курсують міжміські автобуси фірм Jefferson Lines, Greyhound та Megabus. Місцеве сполучення забезпечують громадський транспорт у більших містах та 2 рейкових автобуси: приміський поїзд від Біґ-Лейку до центру Міннеаполіса фірми The Northstar Line та електричка фірми Hiawatha Line з Норзстара до Міжнародного аеропорту Міннеаполіс-Сент-Пол та Блумінгтона.

## Відомі люди
- Ф. Скотт Фіцджеральд
- Хуберт Хампфрі
- Чарльз і Вільям Майо
- Кессі Джонсон
- Вілл Актон

## Українці у Міннесоті
Українці Міннеаполісу [Архівовано 21 грудня 2013 у Wayback Machine.]

## Символи штату
Символи штату Міннесота:
- Птах штату: Гагара полярна
- Метелик штату: монарх
- Напій штату: Молоко
- Риба штату: Судак жовтий

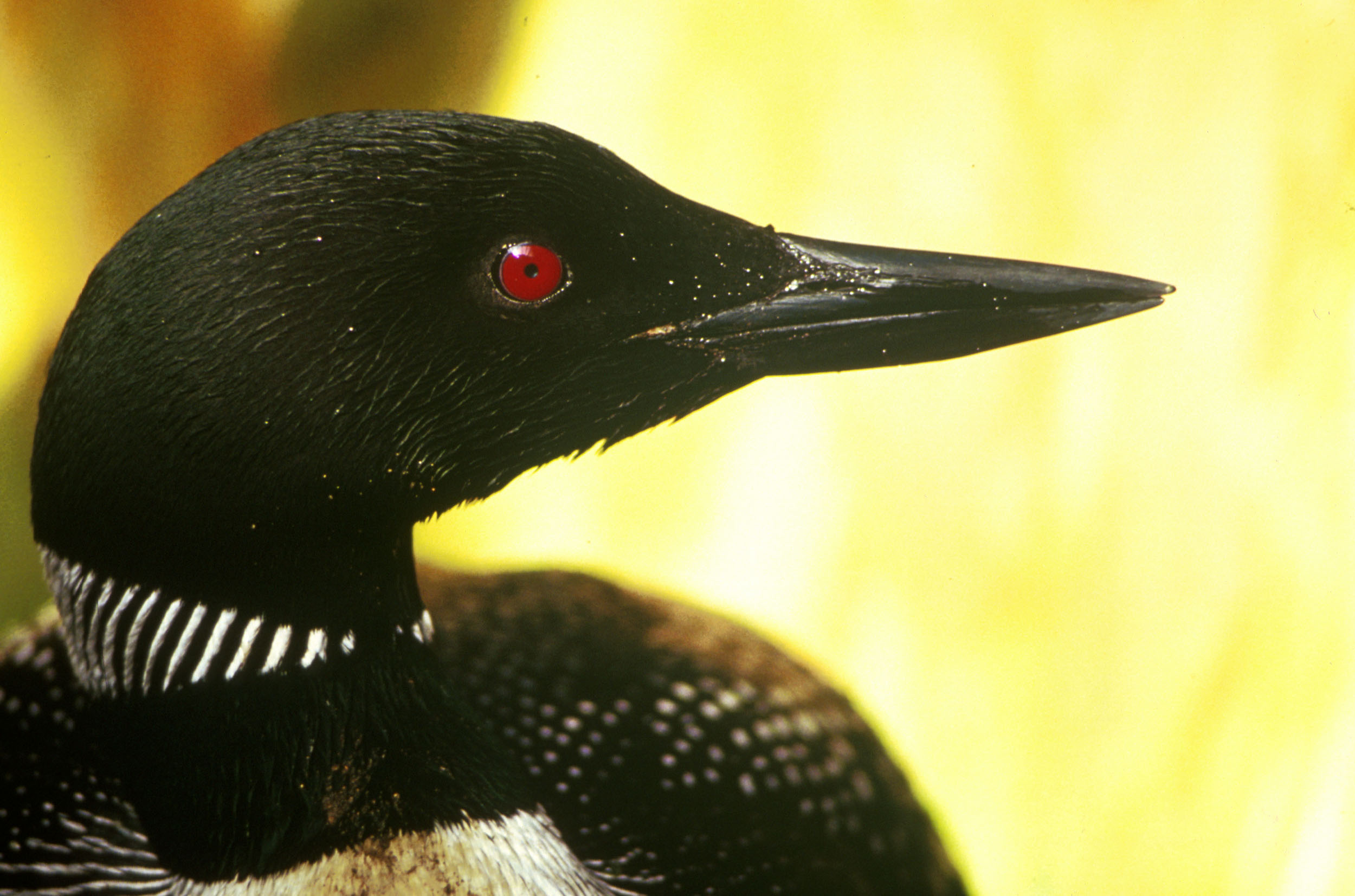
Крик гагари полярної чути у літні місяці на озерах всього штату.

- Квітка штату: Рожевий і білий черевичок королеви
- Фрукт штату: Яблуко Malus domestica (англ. Honeycrisp)
- Коштовний камінь штату: агат озера Верхнього
- Зерно штату: Дикий рис
- Гасло штату: L'Étoile du Nord («Зірка півночі»)
- Кекс (мафін) штату: Чорниця
- Гриб штату: Зморшок їстівний
- Фотографія штату: «Милість»
- Пісня штату: «Hail! Minnesota»
- Спорт штату: Хокей
- Дерево штату: Червона сосна, також відома як сосна норвезька
- Прізвиська:
  - «Земля 10 тисяч озер»
  - «Штат Північної зірки»
  - «Штат ховрахів»
  - «Земля небесно-блакитних вод»
  - «Штат хліба і масла» (Через те, що Міннесота виробляє багато злакових і молочних продуктів)